# Новак, Казимеж

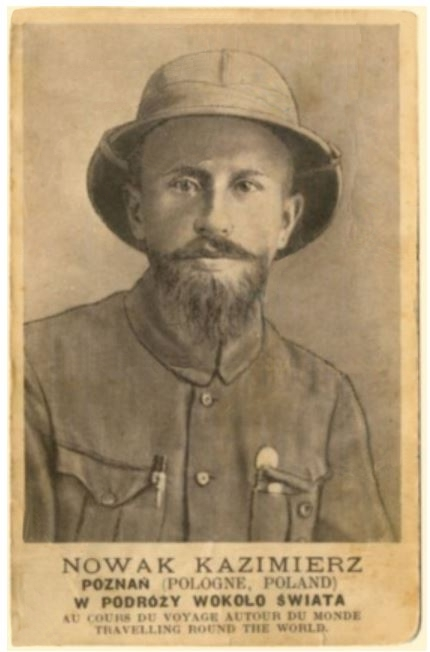
Kazimierz Nowak

Кази́меж Но́вак (также Казимир Новак, пол. Kazimierz Nowak; 1897, Стрый — 13 октября 1937, Познань) — польский путешественник, корреспондент и фотограф, один из первых польских репортёров.
Первый человек в мире, самостоятельно дважды пересёкший Африку с севера на юг и в обратном направлении, проделав путь в 40 тысяч километров пешком, на велосипеде, на лошади, на лодке и на поезде (1931—1936). Его отчёты собрал Лукаш Вежбицкий в книге «На велосипеде и пешком через Чёрный континент» (пол. Rowerem i pieszo przez Czarny Ląd), изданной в 2000 году.
25 ноября 2006 года на железнодорожном вокзале в Познани в честь Казимежа Новака была открыта мемориальная доска .

## Биография
Ещё в детстве Казимеж Новак мечтал об Африке. Он работал репортёром в познанской прессе, и одной из целей путешествия по Африке было желание сохранить семью благодаря гонорарам за доклады, которые были опубликованы в польской прессе (в том числе в «Światowid», «Na Szerokim Świecie», «Naokoło świata», «Ilustracja Polska» и «Przewodnik Katolicki»), а также французской, итальянской и британской. В своих письмах и фотографиях из Африки он рассказывал об уникальной культуре, богатстве природы и духовной жизни африканского континента. Он выступал, в частности, против колониализма. После возвращения в ноябре 1936 года пытался работать во Франции как фотокорреспондент, но безрезультатно. Вернувшись в Польшу в декабре 1936 года, читал лекции об Африке, которые были хорошо иллюстрированы его фотографиями. Он умер менее чем через год после возвращения из поездки из-за пневмонии, ставшей результатом истощения организма малярией.

## Маршрут путешествия по Африке
Названия городов, государств и сохранены такими, какими были на момент его путешествия:
Дорога на юг. Старт: ноябрь 1931 - Триполи, Бенгази, Тобрук (Ливия) → Каир (Египет) → Хартум, Малакаль (Англо-Египетский Судан) → Бельгийское Конго → Лубумбаши (Северная Родезия) → Южная Родезия → Претория, Мыс Игольный, цель: апрель 1934 (Южно-Африканский Союз).
Дорога на север. Старт: апрель 1934 - Мыс Игольный, Кейптаун (Южно-Африканский Союз), Виндхук (Юго-Западная Африка) → Ангола → Киншаса, Леопольдвиль (Бельгийское Конго) → Форт-Лами (Французская Экваториальная Африка) → Французская Западная Африка → Алжир (город), цель: ноябрь 1936 (Алжир).

## Публикации
На сегодняшний день выпущено две публикации и одна книга для детей, посвященные Казимежу Новаку.
Подготовленный в 1962 году альбом "Przez Czarny Ląd" («По Чёрному Континенту») (К. Новак, Е. Глишевская, «По Чёрному Континенту», Варшава, 1962) был издан его дочерью Элизабет Новак-Глишевской. Элизабет Новак-Глишевська также работала над изданием переписки Казимежа Новака в его книге "Na przełaj przez Afrykę" («Короткий путь через Африку»). Но ей не удалось это осуществить.
Его отчёты собрал Лукаш Вежбицкий в книге "Rowerem i pieszo przez Czarny Ląd" («На велосипеде и пешком через Черный континент»), которая была издана в 2000 году.
В 2008 году была опубликована книга Лукаша Вежбицкого под названием пол. "Afryka Kazika" («Африка Казимежа»), в котором приключения Казимежа Новака представлены в виде рассказов для детей.